# Igreja de Santa Maria (Eaton Bray)
A Igreja de Santa Maria é uma igreja listada como Grau I em Eaton Bray, Bedfordshire, na Inglaterra. Tornou-se um edifício listado no dia 3 de fevereiro de 1967. Há uma mesa de comunhão do século XVI.
A igreja foi totalmente reconstruída no século XV, embora o núcleo seja do século XIII. A torre oeste é moderna. A arcada norte é consideravelmente mais ornamentada do que a arcada sul. A fonte é do século XIII. A janela leste do corredor sul possui nicho central e suportes laterais para figuras esculpidas.